# Adreian Payne
Pour les articles homonymes, voir Payne.
Adreian Payne est un joueur américain de basket-ball né le 19 février 1991 à Dayton dans l'Ohio et mort le 9 mai 2022 à Orlando (Floride), il a évolué aux postes d'ailier fort et pivot.
Joueur universitaire des Spartans de Michigan State, Adreian Payne est sélectionné en 15e position lors de la draft 2014 de la NBA par les Hawks d'Atlanta. Régulièrement envoyé en D-League puis transféré aux Timberwolves du Minnesota, une thrombopénie puis les scandales sexuels du département sportif de l'université d'État du Michigan l'éloignent de la National Basketball Association. L'ailier fort américain rebondit en Europe, d'abord au Panathinaïkos puis à l'ASVEL Lyon-Villeurbanne avec qui il est champion de France.

## Biographie

### Jeunesse
Adreian Payne a 13 ans lorsque sa mère, Gloria Lewis, meurt dans ses bras alors qu'elle cuisine. Elle l'élevait jusqu'alors seule, son père, Thomas Payne, est en prison. Le jeune Adreian est alors éduqué par sa grand-mère, Mary Lewis. Sans but dans la vie, il grandit rapidement au début de sa première année au lycée de Jefferson et commence à jouer au basket-ball. Sa taille en fait soudainement une recrue intéressante et les universités se concurrencent pour le recruter.

### Carrière universitaire
En 2010, il rejoint les Spartans de Michigan State en NCAA.
En 2012, lors d'une visite à l'hôpital par les joueurs des Spartans, Adreian Payne se lie d'amitié avec Lacey Holsworth, une petite fille âgée de 8 ans, atteinte d'un neuroblastome,. Le joueur considère l’enfant comme sa petite sœur et la jeune Lacey, qui l'appelle en retour Superman, devient l’une des icônes des Spartans durant la saison 2013-2014,.
Le 21 mars 2014, Adreian Payne entre dans la légende des Spartans de Michigan State en étant le premier joueur de l'université à inscrire plus de 40 points lors de la March Madness. Dans ce match pour le premier tour contre Delaware, Payne inscrit 41 points (10 sur 15 aux tirs et 17 sur 17 aux lancers-francs),,.
Le 5 avril, il participe au concours de dunk, sous les yeux de Lacey Holsworth, où il réussit notamment un 360 avant de célébrer son dunk de façon originale,. L'histoire d'amitié entre le joueur et la jeune fille passionne l'Amérique,. Elle décède au lendemain de la finale NCAA, le 8 avril,.
Le 15 mai 2014, il ne peut pas participer aux activités physiques du Draft Combine de Chicago à cause d’une mononucléose, une maladie qui réduit son énergie depuis janvier,.

### Carrière professionnelle

#### Hawks d'Atlanta (2014-février 2015)
Adreian Payne est attendu comme un joueur de premier tour. S'il a toutes les qualités physiques pour faire partie des premiers joueurs sélectionnés, les équipes lui trouvent deux défauts : son âge — il est déjà âgé de 23 ans, ce qui est jugé vieux pour un prospect universitaire — et son manque de régularité au tirs extérieurs, notamment en suspension.
Le 26 juin 2014, il est sélectionné en 15e position par les Hawks d'Atlanta lors de la draft 2014 de la NBA. Soutenu lors de cette soirée de sélection par son ancien coéquipier Draymond Green, Payne commémore Lacey Holsworth en invitant sa mère et en personnalisant l’intérieur de sa veste en hommage à la petite fille disparue. Un mois plus tard, après avoir terminé la Summer League de la NBA avec des moyennes de 12 points et 7 rebonds par match, Payne signe son contrat débutant avec la franchise d'Atlanta
Après cinq matchs de présaison, il ne peut pas participer au début de la saison régulière à cause d’une aponévrosite plantaire au pied gauche. Après avoir manqué les dix premiers matches de la saison à cause de sa blessure, il est envoyé chez les Mad Ants de Fort Wayne en D-League le 20 novembre 2014. Le 23 novembre, il est rappelé dans l'effectif des Hawks. Le 28 novembre, il est renvoyé chez les Mad Ants. Le 6 décembre, il est rappelé par les Hawks.
Avec le maximum de quatre joueurs NBA pouvant être envoyés chez les Mad Ants, la règle d'affectation est utilisée le 9 décembre de sorte que les Hawks puissent envoyer Payne aux Spurs d'Austin, l'équipe de D-League affiliée aux Spurs de San Antonio. Le 22 décembre, il est rappelé par les Hawks. Le 26 décembre, il fait ses débuts en NBA et termine ce match avec 2 points et 3 rebonds en 13 minutes de jeu lors de la défaite 77 à 107 contre les Bucks de Milwaukee. Le 30 décembre, Payne retourne à Austin. Le 12 janvier 2015, il est rappelé par les Hawks.

#### Timberwolves du Minnesota (2015-2017)
Le 10 février 2015, Payne est transféré aux Timberwolves du Minnesota en échange d'un futur premier tour de draft. Le 9 mars 2015, il réalise son meilleur match de la saison avec 16 points et 15 rebonds en étant titulaire à la place de Kevin Garnett lors de la défaite des siens 76 à 89 contre les Clippers de Los Angeles. Le 21 octobre, Minnesota prolonge Payne pour trois ans et une option sur la saison 2016-2017.
Atteint d'une thrombopénie, Payne est exclu de l'équipe en janvier 2017.

#### Magic d'Orlando (2017-jan. 2018)
Le 21 août 2017, Payne rejoint le Magic d'Orlando au début de la 2017-2018 en tant que two-way contract et évolue donc fréquemment avec l'équipe de G-League affiliée au Magic : le Magic de Lakeland. Il est licencié en janvier 2018 car il est mentionné dans les différents scandales sexuels du département sportif de l'université d'État du Michigan.

#### Départ pour l'Europe
Le 5 février 2018, Payne signe peu après avec le Panathinaïkos. Ce contrat dure jusqu'à la fin de la saison 2017-2018.
Il rejoint ensuite les Nanjing Monkey Kings, une équipe chinoise mais le 13 janvier 2019, il retourne au Panathinaïkos avec un contrat courant jusqu'à la fin de la saison 2019-2020. Il joue 4 rencontres en championnat pour une moyenne de 6 points.
En manque de temps de jeu au Panathinaïkos, Adreian Payne s'engage avec l'ASVEL Lyon-Villeurbanne le 14 mars 2019,,. Il arrive au club en tant que pigiste médical d'Alpha Kaba. Payne joue un rôle important dans l’équipe à la fin de la saison, contribuant au doublé coupe-championnat de France remporté par l'ASVEL. Il s'illustre en terminant meilleur marqueur du club en phase finale avec 11 points de moyenne en dix matchs. Le 5 juillet, le joueur américain signe une prolongation de contrat d'un an avec le club français,. Blessé par une inflammation articulaire au pied en octobre, il manque de nombreuses semaines de compétitions.
En février 2021, Payne rejoint l'OGM Ormanspor, club turc de première division, jusqu'à la fin de la saison.
En septembre, il déclare sur Twitter faire une pause dans sa carrière pour se consacrer à son fils Amari, qui doit se faire opérer du cerveau.
En décembre 2021, il signe avec l'Utenos Juventus dans le championnat lituanien. Il quitte le club le 17 février 2022.

### Mort
Le 9 mai 2022, Adreian Payne meurt à l'hôpital d'Orlando (Floride) à l'âge de 31 ans des suites d'un tir par arme à feu,. La police du comté d'Orange arrête Lawrence Dority, présent sur la scène de crime à leur arrivée, pour meurtre au premier degré,.

## Palmarès

### En club
- Vainqueur du championnat de Grèce 2018.
- Vainqueur de la Coupe de Grèce 2019.
- Champion de Pro A 2019.
- Vainqueur de la Coupe de France 2019.

### Distinction personnelle
- Sélectionné deux fois dans la deuxième équipe de la Big Ten Conference en 2013 et 2014.

## Statistiques

### Universitaires
Les statistiques en matchs universitaires d'Adreian Payne sont les suivantes :
| Saison    | Équipe         | Matchs | Titul. | Min./m | % Tir | % 3pts | % LF | Rbds/m. | Pass/m. | Int/m. | Ctr/m. | Pts/m. |
| --------- | -------------- | ------ | ------ | ------ | ----- | ------ | ---- | ------- | ------- | ------ | ------ | ------ |
| 2010-2011 | Michigan State | 34     | 6      | 9,0    | 47,2  | 0,0    | 48,6 | 2,35    | 0,15    | 0,26   | 0,82   | 2,50   |
| 2011-2012 | Michigan State | 37     | 35     | 18,0   | 56,6  | 50,0   | 69,7 | 4,24    | 0,32    | 0,68   | 1,05   | 7,00   |
| 2012-2013 | Michigan State | 36     | 24     | 25,7   | 54,6  | 38,1   | 84,8 | 7,58    | 0,75    | 0,75   | 1,28   | 10,53  |
| 2013-2014 | Michigan State | 31     | 28     | 28,1   | 50,1  | 41,9   | 79,0 | 7,26    | 1,32    | 0,48   | 0,90   | 16,42  |
| Total     |                | 138    | 93     | 20,1   | 52,5  | 40,7   | 75,5 | 5,33    | 0,62    | 0,55   | 1,02   | 8,93   |

### Professionnels NBA
| Saison    | Équipe    | Matchs | Titul. | Min./m | % Tir | % 3pts | % LF | Rbds/m. | Pass/m. | Int/m. | Ctr/m. | Pts/m. |
| --------- | --------- | ------ | ------ | ------ | ----- | ------ | ---- | ------- | ------- | ------ | ------ | ------ |
| 2014-2015 | Atlanta   | 3      | 0      | 6,4    | 28,6  | 0,0    | 50,0 | 1,33    | 0,00    | 0,33   | 0,00   | 1,67   |
| 2014-2015 | Minnesota | 29     | 22     | 24,8   | 41,8  | 12,5   | 65,9 | 5,45    | 1,03    | 0,62   | 0,31   | 7,17   |
| 2015-2016 | Minnesota | 52     | 2      | 9,3    | 36,3  | 28,1   | 65,4 | 2,15    | 0,56    | 0,31   | 0,21   | 2,54   |
| 2016-2017 | Minnesota | 18     | 0      | 7,5    | 42,6  | 20,0   | 73,7 | 1,83    | 0,39    | 0,44   | 0,39   | 3,50   |
| 2017-2018 | Orlando   | 5      | 0      | 8,5    | 70,0  | 66,7   | 83,3 | 1,80    | 0,0     | 0,40   | 0,00   | 4,20   |
| Total     |           | 107    | 24     | 13,1   | 40,5  | 25,4   | 68,0 | 2,95    | 0,62    | 0,42   | 0,25   | 4,01   |

Mise à jour le 12 mars 2020

## Records personnels sur une rencontre de NBA
Les records personnels d'Adreian Payne, officiellement recensés par la NBA sont les suivants :
| Type de statistique        | Saison régulière | Saison régulière                                            | Saison régulière                |
| Type de statistique        | Record           | Adversaire                                                  | Date                            |
| -------------------------- | ---------------- | ----------------------------------------------------------- | ------------------------------- |
| Points                     | 16               | @ Clippers de Los Angeles                                   | 9 mars 2015                     |
| Paniers marqués            | 7                | @ Clippers de Los Angeles @ Pelicans de La Nouvelle-Orléans | 9 mars 2015 29 mars 2015        |
| Paniers tentés             | 15               | @ Rockets de Houston                                        | 23 février 2015                 |
| Paniers à 3 points réussis | 1                | @ Rockets de Houston Heat de Miami                          | 23 février 2015 5 novembre 2015 |
| Paniers à 3 points tentés  | 2                | 3 fois                                                      |                                 |
| Lancers francs réussis     | 4                | 3 fois                                                      |                                 |
| Lancers francs tentés      | 6                | @ Lakers de Los Angeles                                     | 10 avril 2015                   |
| Rebonds offensifs          | 5                | @ Rockets de Houston @ Clippers de Los Angeles              | 23 février 2015 9 mars 2015     |
| Rebonds défensifs          | 10               | @ Clippers de Los Angeles                                   | 9 mars 2015                     |
| Rebonds totaux             | 15               | @ Clippers de Los Angeles                                   | 9 mars 2015                     |
| Passes décisives           | 4                | @ Rockets de Houston                                        | 27 mars 2015                    |
| Interceptions              | 2                | 4 fois                                                      |                                 |
| Contres                    | 2                | Suns de Phoenix                                             | 20 février 2015                 |
| Balles perdues             | 5                | Wizards de Washington                                       | 25 février 2015                 |
| Minutes jouées             | 37               | @ Clippers de Los Angeles                                   | 9 mars 2015                     |

- Double-double : 3 (au 05/11/2015).
- Triple-double : aucun.